# Marmite dieppoise
La marmite dieppoise est une spécialité culinaire de Normandie. C'est une matelote de poissons et de crustacés. Son nom vient de la ville de Dieppe où le plat a été préparé pour la première fois.

## Ingrédients
Il s’agit d’une soupe et d'un plat principal, proposé en deux services, à base de poissons de l'Atlantique ou de la mer du Nord (turbot, sole, rougets grondins, lotte), de mollusques (moules, praires, coques, coquilles Saint-Jacques) et de crustacés (crevettes, homards). On ajoute la garniture aromatique (oignon, carotte, céleri, poireau, ail, queue de persil) et des aromates (thym, laurier, curry ou safran). L'ensemble est revenu dans du beurre, puis mouillé au cidre ou du vin blanc sec, puis à l'eau. Enfin, le tout est détendu à la crème fraîche.
La matelote est servie dans de petites marmites. C'est la variante normande de la bouillabaisse provençale.

## Accord mets/vin
Traditionnellement, cette soupe normande s'accompagne de cidre, mais elle se marie parfaitement avec un muscadet, un sancerre, un bourgogne blanc, un vin d'Alsace comme le pinot-gris ou le riesling.